# 共产主义原理
《共产主义原理》（德語：Grundsätze des Kommunismus）是马克思主义创始人之一弗里德里希·恩格斯于1847年10月至11月间撰写的一部著作。它通过教义问答的形式，提出了25个有关共产主义的问题，并给出答案。恩格斯在文中阐述了历史唯物主义、阶级斗争、无产阶级革命等马克思主义的核心思想。《共产主义原理》也被看作是《共产党宣言》的草稿。
在《共产主义原理》（下文简称《原理》）之前，恩格斯曾写作《共产主义信条草案》（1847年6月9日，下文简称《信条》），同样采用了教义问答的方式，但只有22个问答。恩格斯随后建议马克思不再采用教义问答的形式，而是采用历史散文的叙事方式再次重写一遍，即《共产党宣言》（下文简称《宣言》） 。
这三份文件都试图阐明新成立的共产主义者同盟的政治纲领：《宣言》直接借鉴了《原理》中表达的思想，并成为共产主义者同盟中最为重要的纲领宣言。因此可以说《信条》是《原理》的草稿， 而《原理》又是《宣言》的草稿。

## 背景
19世纪初，工业革命产生的影响激发了罗伯特·欧文和查尔斯·傅里叶等空想社会主义者，其理论认为改善社会现状需要通过合作而非自由市场竞争。此外，一些激进团体对恶劣的劳动条件感到失望，试图推翻当时的欧洲社会秩序以实现改造社会的目标。
这种团体的例子包括成立于1836年的正义者同盟（以下简称“同盟”），而它又分离自1834年于巴黎成立的流亡者同盟。“同盟”与其他志同道合的团体合作，计划暴力推翻现有的社会秩序，以实现他们心目中的理想社会“新耶路撒冷”。然而，该团体不是由马克思主义意义上的工业雇佣工人或无产阶级组成的，它的成员多是记者、激进的政治人物和因工业革命而失去生计的工匠。 
1842年11月，马克思和恩格斯在科隆《莱茵报》的办公室第一次会面，当时马克思正在编辑《莱茵报》。 这次会面并未带来什么结果。1842至1843年期间，两人都分别联系了正义者同盟，但并未加入。
1844年，恩格斯和马克思在巴黎摄政咖啡馆第二次会面。这次会面标志着他们的友谊与合作的开始。1846年，马克思和恩格斯成立了自己的组织共产主义通讯委员会（以下简称“委员会”），以寻求其他团体来实现他们的政治目标。 同年，马克思再次邀请正义者同盟的巴黎和伦敦分部加入“委员会”，同时“同盟”也邀请“委员会”的布鲁塞尔分部加入“同盟”并协助其政治上的组织工作。1847年初，“同盟”和“委员会”在众多方面达成了一致。
在1847年6月2日至9日、11月29日至12月8日期间召开的两次代表大会上，这两个团体合并为共产主义者同盟，恩格斯为这两次代表大会起草了不同版本的政治纲领。
在6月的第一次代表大会上，讨论通过了第一份纲领草案，即《共产主义信条草案》。马克思没有出席这次大会，但恩格斯出席了。这份草案曾多年不为人所知，直至1968年才被重新发现。
第二份纲领草案即《共产主义原理》。在该草案行将用于第二次代表大会之时，恩格斯对这两份草案行文所采用的教义问答形式有异议。于是在大会召开之前，恩格斯写信给马克思，建议用历史散文的形式重新起草一篇纲领：
请你把《信条》考虑一下。我想，我们最好不要采用那种教义问答形式，而把这个文本题名为《共产主义宣言》。因为其中或多或少要叙述历史，所以现有的形式完全不合适。我把我在这里草拟的东西带去，这是用简单的叙述体写的，时间十分仓促，还没有作仔细的修订。我开头写什么是共产主义，接着写什么是无产阶级——它产生的历史，它和以前的劳动者的区别，无产阶级和资产阶级之间的对立的发展，危机，结论。——恩格斯致马克思（1847年11月23/24日）
第二次代表大会召开后，共产主义者同盟随即委托马克思撰写纲领。马克思直接借鉴《原理》中的思想，于1848年初发表了最终修订后的版本，即《共产党宣言》 。尽管马克思是《宣言》手稿的唯一作者，但其中的思想源自此前恩格斯的草案，因此一般认为《共产党宣言》的作者为马克思、恩格斯两人。 

## 内容概要
在文章的开头，恩格斯将共产主义定义为“关于无产阶级解放的学说”。并简要介绍了无产阶级（特别是19世纪工人阶级）的历史。文章的观点在问答形式下按顺序和逻辑逐步表达出来，而每个给定问题的答案或多或少和紧随其后的另一些问题有关。
恩格斯将无产阶级的产生归因于工业革命带来的社会变化。他描述了无产阶级与历史上其他贫困阶级的区别、无产阶级悲惨而不稳定的日常生活，以及无产阶级对有产阶级或资产阶级的反抗。并认为最终所有人都将不可避免地归于某个社会阶级，而这其中绝大多数人都将归为无产阶级。恩格斯提出的解决方案是废除私有财产。这在过去显然不可能实现，然而由于现代新兴的大规模生产，这种解决方案已成为可能。这些生产力可以在合作而非市场竞争的基础上重新组织起来以供所有人使用。然而恩格斯预言，要实现这个社会重组，无产阶级将不得不采取暴力革命的手段，因为资产阶级是不会自愿放弃其权力的。 此外，由于工业革命的全球性，这种暴力革命最终一定会在所有国家发生，而不仅限于某些国家。 
恩格斯预言，如果能够广泛实施的话，废除私有财产就能成为解决社会弊病的法宝，因为以前浪费在竞争中的努力和付出将被重新部署以造福所有人。随着时间的推移，人与人之间的阶级和种族差异将逐渐消失，宗教也只会变得多余，从而最终退出历史舞台。恩格斯还断言，共产主义并不会像批评者所担心的那样对妇女或家庭产生有害影响，他驳斥了批评者的担忧，即认为共产主义意味着“公妻”（community of women）（这是一个19世纪的委婉说法，意思是说几个男人可以与某个特定的女性群体发生性关系）。相反，恩格斯认为，在现有的社会秩序下，这些遭到剥削的“女性群体”早已存在，而这剥削制度就是卖淫，共产主义将要推翻这种以私有财产和金钱为基础的剥削制度。因此，恩格斯认为这些批评者的“恐惧”只不过是一种“道貌岸然的“伪善，并认为废除私有财产后，卖淫等现象将被消除，从而达到解放妇女的目的。 
《共产党宣言》和《共产主义原理》的思想是一脉相承的。但两篇文献也有所区别，比如在《宣言》中，马克思首先强调了历史上的技术发展和资产阶级的崛起，然后再介绍无产阶级；而在《原理》中，恩格斯先介绍的是无产阶级。

## 三份文献的内在联系
下表展示了这三篇文献中的一些文本素材的发展、重组和扩充的历程。首先，《共产主义信条草案》中的语言经重新组织，并加上新的素材（用“—”引导）后写就了《共产主义原理》。
而重新起草《共产党宣言》的过程更关键，因为它的主要作者（变成了马克思）和叙事形式（变成了历史散文体）都与之前有所不同。 《原理》的前半部分被改写为《宣言》的第一部分，后半部分被改写为《宣言》的第二部分，倒数第二个问答被扩写《宣言》的第三部分，最后一个问答被改写为《宣言》的第四个部分。
由于问题很简短，下表中的所有问题都直接引用其中译本的原文。而其对应的答案往往较长，因此这里将其进行了概括总结（除了第一个答案，因为它最短）。
| 《信条》 | 《原理》 | 《原理》                                               | 《原理》 | 《宣言》 |
| 序号     | 序号     | 问题                                                   | （总结后的）答案 | 对应章节 |
| -------- | -------- | ------------------------------------------------------ | --- | -------- |
| 1-2      | 1        | 什么是共产主义？                                       | 共产主义是关于无产阶级解放的条件的学说。 | 前言     |
| 7        | 2        | 什么是无产阶级？                                       | 无产阶级或无产者阶级是19世纪的劳动阶级，他们完全靠出卖自己的劳动而不是靠某一种资本的利润来获得生活资料。 | 第一部分 |
| 8        | 3        | 是不是说，无产者不是一向就有的？                       | 是的。虽然穷人和劳动阶级一向就有，但是生活在上述条件下的这种穷人、这种工人，即无产者，并不是一向就有的。 | 第一部分 |
| 9        | 4        | 无产阶级是怎样产生的？                                 | 18世纪的工业革命促成了大型机械和大规模生产的兴起，大大提升了工厂管理者的利润，同时挤占掉了手工业，使得小手工业师傅破产。而工人失去生产独立性，生活状况发生根本性变化。这些最终导致了资产阶级和无产阶级的分化。 | 第一部分 |
| –        | 5        | 无产者是在怎样的条件下把劳动出卖给资产者的？           | 他们的工资是仅供他们维持生产能力以及维持生存所需的最低额。 | 第一部分 |
| –        | 6        | 在工业革命前，有过什么样的劳动阶级？                   | 奴隶、农奴、手工业帮工、工场手工业工人等。 | 第一部分 |
| 10       | 7        | 无产者和奴隶有什么区别？                               | 奴隶一次就被完全卖掉了。无产者必须一天一天、一小时一小时地出卖自己。……奴隶处于竞争之外，而无产者处在竞争之中，并且亲身感受到竞争带来的一切波动。 | 第一部分 |
| 11       | 8        | 无产者和农奴有什么区别？                               | 农奴拥有自己的生产资料（地主给他们的土地），并且可以通过不同的办法加入有产阶级的队伍并进入竞争领域而获得解放。而无产者没有自己的生产资料，只有通过消灭竞争、私有制和一切阶级差别才能获得解放。 | 第一部分 |
| 12       | 9        | 无产者和手工业者有什么区别？                           | 手工业者的地位总是处于上升和下降之间，他们最终要么成为资产阶级，要么成为无产阶级。 | 第一部分 |
| –        | 10       | 无产者和工场手工业工人有什么区别？                     | 工场手工业者主要是在农村，而无产者的主力在城市。工场手工业者有自己的工具和设备，而无产者没有。 | 第一部分 |
| –        | 11       | 工业革命和社会划分为资产者与无产者首先产生了什么结果？ | 新的机器刺激全球商业快速发展。比方说，一种欧洲发明的新机器就能够让像中国这样的遥远国家的许多人失业。资产阶级成为了势力最强大的的阶级，他们的政治影响力甚至超越了贵族。 | 第一部分 |
| –        | 12       | 工业革命进一步产生了什么结果？                         | 造成生产过剩，从而引发周期性的商业危机。 | 第一部分 |
| –        | 13       | 这种定期重复的商业危机会产生什么后果？                 | 它会导致大量的苦难（即使对资产阶级来说也是如此）。但是只要在新的社会秩序下重组这些大规模的生产力，它们就可以用来造福所有人。 | 第一部分 |
| 3–6      | 14       | 这种新的社会制度应当是怎样的？                         | 它将把产业从那些竞争不休的所有者手中夺过来，并在崭新的、合作的基础上重新部署产业，以实现对社会整体效益的最大化。因此，私有制必须被废除。 | 第二部分 |
| 13       | 15       | 这么说，过去废除私有制是不可能的？                     | 没错。因为过去的生产关系与现在不一样，而且以前不存在像今天这样的大规模生产，因此过去不可能真正有效地废除私有制，但现在做到这一点是有可能的。 | 第二部分 |
| 14       | 16       | 能不能用和平的办法废除私有制？                         | 这当然是最理想的方式，共产主义者当然“是最不反对这种办法的人”，但这是不现实的。历史已经表明：几乎所有文明国家的无产阶级的发展都受到暴力压制，因而是共产主义者的敌人用尽一切力量引起革命。因此，必须通过暴力斗争来消除私有制。                                                                                      | 第二部分 |
| 15       | 17       | 能不能一下子就把私有制废除？                           | 不能。只能逐步改造现社会，只有创造了所必需的大量生产资料之后，才能废除私有制。 | 第二部分 |
| 16–19    | 18       | 这个革命的发展过程将是怎样的？                         | 革命首先会建立民主的国家制度，从而直接或间接地建立无产阶级的政治统治。此外还将采取一些措施“进一步、直接侵犯私有制和保障无产阶级生存”（文中提到了义务劳动制、社会教育、集中运输业等12条具体措施）。 | 第二部分 |
| –        | 19       | 这种革命能不能单独在一个国家发生？                     | 不能，因为资本主义导致了贸易全球化，无产阶级也已在全球各地产生。革命会从工业发达的西欧开始，最终在每个国家都会进行。 | 第二部分 |
| –        | 20       | 最终废除私有制将产生什么结果？                         | 这将会成为解决所有社会痼疾的“灵丹妙药”。以前在市场竞争中浪费的资源将被重新部署以造福所有人。阶级和阶级对立将被消灭，城市和乡村之间的对立也将消失。 | 第二部分 |
| 20       | 21       | 共产主义社会制度对家庭将产生什么影响？                 | 它将使两性关系成为仅仅和当事人有关而社会无须干预的纯粹私人关系，并通过社会教育消除家庭私有制，从而消灭现代婚姻的两种基础。它也不会像一些批评者虚伪地担心的那样实行所谓“公妻制”，恰恰相反，共产主义要消灭公妻制。                                                                                                  | 第二部分 |
| 21       | 22       | 共产主义组织将怎样对待现有的民族？                     | 种族和民族差异最终将通过民族融合而消失。 | 第二部分 |
| 22       | 23       | 共产主义组织将怎样对待现有的宗教？                     | 迄今为止，在历史上宗教一直是人类文明发展的表现。但在共产主义社会，宗教只会变得多余，最终消失。 | 第二部分 |
| –        | 24       | 共产主义者和社会主义者有什么区别？                     | 社会主义者可分为三类。其中“反动的社会主义者”和“资产阶级社会主义者”与共产主义是势不两立的，必须与其进行坚决的斗争。而“民主主义的社会主义者”有时可以与共产主义者结盟。 | 第三部分 |
| –        | 25       | 共产主义者怎样对待现有的其他政党？                     | 共产主义者可以与某些国际上的左翼团体进行友好合作，比如英国的宪章派和美国的全国改革协会。 而在德国，由于君主制仍占据上风，共产主义者为了本身的利益必须帮助资产阶级尽快地取得统治，在自由派资产阶级同君主制政府的斗争中，共产主义者应当支持资产阶级，以便尽快地再把资产阶级推翻。只是应当注意不要被资产阶级所欺骗。 | 第四部分 |